# Formicoxenus sibiricus
Formicoxenus sibiricus  (лат.)  — вид мелких муравьёв трибы Formicoxenini из подсемейства Myrmicinae (Formicidae).

## Распространение
Россия: южная Сибирь (Бурятия, Читинская область) и Дальний Восток (Приморский край).

## Описание
Тело (кроме брюшка), скапус и голени в густых прямых коротких булавовидных отстоящих волосках. Мелкие красновато-коричневого цвета муравьи, рабочие размером 3-3,5 мм, самки до 3,8 мм.  Обитают в гнёздах более крупных муравьёв.

## Таксономия
Вид был первоначально описан под названием Leptothorax sibiricus Forel, 1899 (по рабочим из Сибири). В род Formicoxenus выделены позднее (Francoeur, Loiselle & Buschinger, 1985). В российской литературе до этого времени упоминался как Formicoxenus orientalis Dlussky, 1963.

## Охранный статус
Эти муравьи включены в «Красный список угрожаемых видов» (англ. IUCN Red List of Threatened Animals) международной Красной книги Всемирного союза охраны природы (The World Conservation Union, IUCN) в статусе Vulnerable D2 (таксоны в уязвимости или под угрозой исчезновения).